# 3756 Ruscannon
3756 Ruscannon (1979 MV6) là một tiểu hành tinh vành đai chính được phát hiện ngày 25 tháng 6 năm 1979 bởi E. F. Helin và S. J. Bus ở Siding Spring.